# Conquista portuguesa del reino de Jaffna
La conquista portuguesa del reino del reino de Jaffna aconteció tras la llegada de comerciantes portugueses al reino rival de Kotte, situado en el suroeste de la moderna Sri Lanka, en 1505. Muchos reyes de Jaffna, como Cankili I, se opusieron a los intentos portugueses de convertir a los lugareños al catolicismo, pero finalmente firmaron la paz con ellos.
Ethirimanna Cinkam fue entronizado en 1591 por los portugueses, aunque esto no impidió que se opusiese a la actividad misionera y que colaborase con el Reino de Kandy, que ocupaba el centro de la isla, en su petición de auxilio militar a la India meridional. Finalmente, un usurpador llamado Cankili II trató de rebelarse contra la tutela portuguesa, pero fue derrocado y ahorcado por Filipe de Oliveira en 1619. Los portugueses asumieron la administración directa del territorio, cuyos habitantes fueron convertidos al catolicismo. La población menguó a causa del exceso de impuestos, que hizo que la mayoría de los habitantes huyese del núcleo del antiguo reino.

## Primer contacto
Los comerciantes portugueses arribaron a Ceilán en 1505; sus primeras incursiones tuvieron por objetivo el reino suroccidental de Kotte, que tenía un lucrativo monopolio de comercio de especias que interesaba a los portugueses. El reino de Jaffna atrajo la atención de los funcionarios portugueses de Colombo por diversas razones, entre ellas la oposición del reino a las actividades misioneras católicas (que se suponía favorecían los intereses portugueses), el que contase con interesantes mercados y la situación estratégica de los territorios de Vannimai sometidos al reino, además del apoyo que el este daba a los grupos contrarios a los portugueses en Kotte, como el que formaban los caciques de Sitawaka. La influencia portuguesa creció en las cortes de Kandy y Kotte a finales del siglo XVI y estos reinos se apoderaron de algunos de los territorios de Vannimai, hasta entonces sometidos a Jaffna. Este servía de base logística al de Kandy, situado en las montañas del interior, sin salida al mar. Kandy logró acceso a los puertos orientales de Trincomalee y Batticaloa, pero la península de Jaffna resultaba más conveniente para recibir ayuda militar desde la India meridional. Los portugueses temían además que la situación estratégica de Jaffna atrajese la atención holandesa y sirviese de punto de entrada a la isla para este rival. Cankili I se opuso a las relaciones con los portugueses y llevó a matar a seiscientos o setecientos parava católicos de la isla de Mannar. Estos católicos habían sido traídos de la India a Mannar para despojar a los reyes de Jaffna de la rentable extracción de perlas que se practicaba desde allí a Puttalam.

## Estado sometido a la tutela portuguesa
La primera expedición portuguesa, la del virrey Constantino de Braganza de 1560, no pudo cometer el reino, pero se adueñó de la isla de Mannar. No se sabe exactamente por qué razón, pero en 1582 el rey de Jaffna ya pagaba tributo de diez elefantes o su equivalente en dinero a los portugueses. Hubo una segunda expedición en 1591, que mandó André Furtado de Mendonça; en ella murió el rey Puvirasa Pandaram y obtuvo el trono su hijo Ethirimanna Cinkam. El nuevo soberano permitió actuar sin cortapisas a los misioneros católicos y cedió el monopolio de la exportación de elefantes a los portugueses, aunque con renuencia. De hecho, colaboró discretamente con los reyes de Kandy Vimala Dharma Surya I de Kandy y Senarat (1604-35) entre 1593 y 1635, que se oponían a los portugueses, y a los que facilitó los contactos con la India meridional. Evitó, empero, toda provocación, y conservó la autonomía.

## Fin del Reino
Cankili II, un usurpador, se apoderó del trono cuando Pararasasekaran falleció en 1617, tras asesinar al regente que había nombrado Ethirimanna Cinkam. Los portugueses rehusaron reconocer su legitimidad, por lo que solicitó ayuda militar a los nayakas de Tanjore y  a los karaiyar a través de Migapulle Arachchi, y les permitió utilizar una base en Neduntivu, desde la que amenazaban las rutas comerciales portuguesa que cruzaban el estrecho de Palk. El jefe de los karaiyar se rebeló contra los portugueses con la colaboración de abundantes tropas de los nayakas de Tanjore, pero Filipe de Oliveira lo venció cerca de Nallur.
Los portugueses emprendieron dos expediciones en junio de 1619: la naval que fue rechaza por el varunakulattan, y la terrestre a las órdenes de Filipe de Oliveira que, con cinco mil soldados, venció a Cankili. Este y los miembros supervivientes de la familia real fueron deportados a Goa, donde se ahorcó al usurpador. Algunos de los prisioneros hechos en Jaffna fueron decapitados y al resto se los obligó a profesar; el celibato que hubieron de respetar eliminó la posibilidad de que apareciesen nuevos pretendientes al trono. Pese a ello algunas familias tamiles ceilandesas siguen afirmando descender de la antigua familia real de Jaffna.

## Portugués y el reino de Kandy

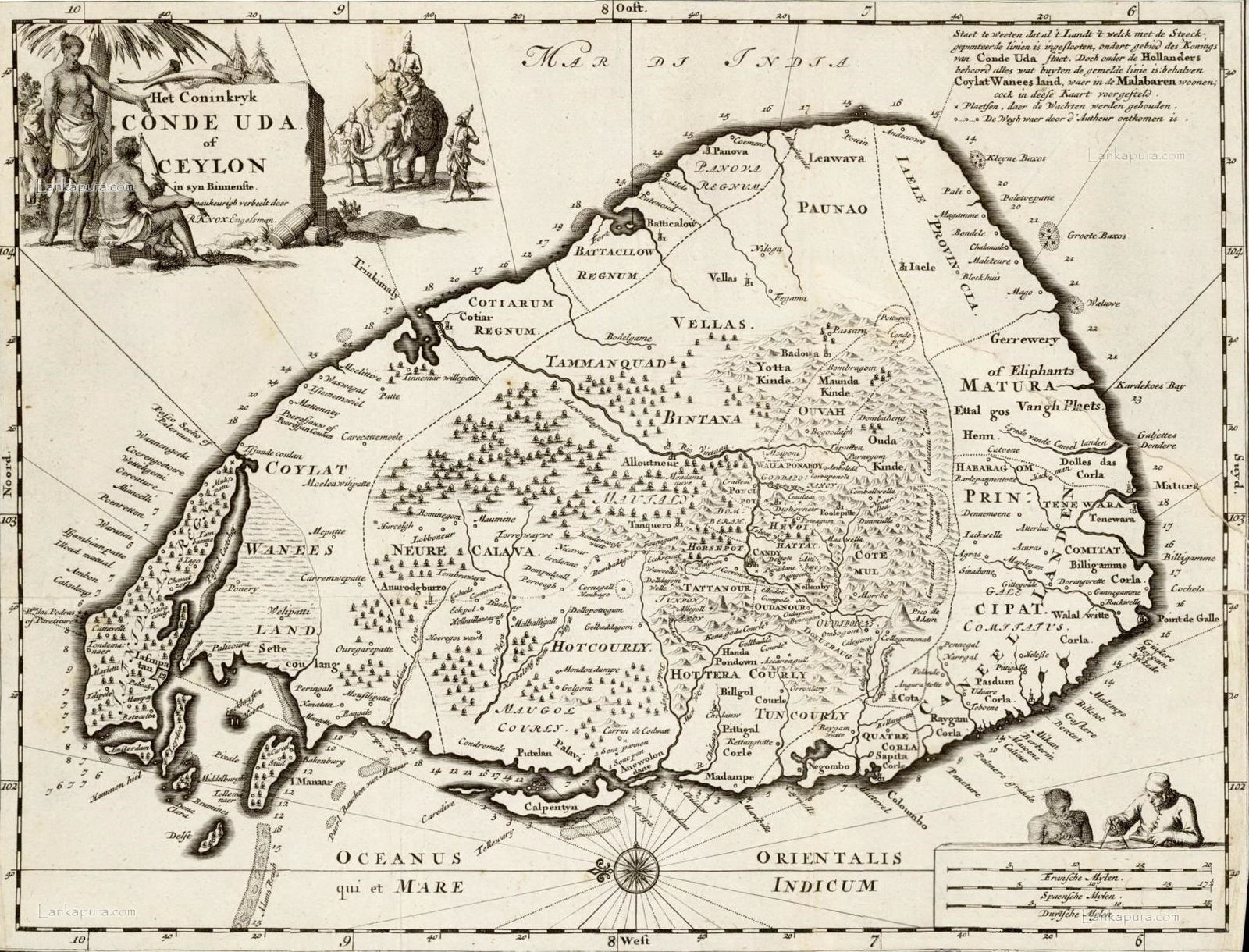
Grabado de 1692 de Wilhem Broedelet de un mapa de 1681 obra de Robert Knox en el que aparece representada Ceilán, con el este en la parte superior.

Un sacerdote holandés, Phillipus Baldeus, recorrió Ceilán durante el siglo XVII y plasmó su viaje en su Descripción la isla de Ceilán, publicada en Ámsterdam en 1672; en ella afirma que el reino de Jaffnapattinam abcarcaba la península de Jaffna, las islas próximas y la de Mannar. Queirós, historiador portugués, afirma que los territorios del reino eran mayores y abarcaban las tierras de los vanni y se extendían hasta Trincomalee, lo que indica que antes de rendirse a los portugueses los soberanos de Jaffna dominaban tanto el territorio correspondiente a la moderna Provincia Del norte de Sri Lanka como parte de la mitad septentrional de la oriental y que los portugueses reclamaron estos territorios para sí por derecho de conquista.
Por entonces el rey de Kandy, Senerat, consideraba suyas las tierras al sur del istmo del Elefante y hostigó continuamente a los portugueses instalados en la península de Jaffna. Por añadidura, los dos hijos de su mujer, Vijayapala y Kumarasinghe, estaban casados con princesas de Jaffna. Después de la conquista portuguesa de Jaffna, Senarat envió al norte un ejército de diez mil soldados al mando de Mudaliyar Attapattu. Los portugueses se retiraron y el ejército de Kandy ocupó la península. El general portugués Constantino de Sá de Noronha lo atacó luego con refuerzos venidos de Colombo, lo venció y recuperó Jaffna. Según publicaciones portuguesas y holandesas, la última batalla por hacerse con Jaffna la libraron el propio rey de Kandy y los portugueses, que obtuvieron la victoria y con ella el control de la península. Posteriormente los holandeses vencieron a los portugueses, lo que permitió que los tamiles de Coylot Wannees incorporasen a su estado las islas de Mannar y la mayor parte de las tierras vannimai en el siglo XVIII.

## Consecuencias
Hubo tres rebeliones contra los portugueses entre 1619 y la toma holandesa del fuerte de Jaffna en 1658. Dos las acaudilló Migapulle Arachchi. Los portugueses derribaron los templos hindúes y destruyeron la biblioteca Saraswathy Mahal de Nallur, donde se conservaba toda producción literaria del reino. Los excesivos impuestos hicieron menguar la población; numerosos habitantes se mudaron a Ramanathapuram, en la India, y la región de Vanni, al sur. El comercio exterior también fue perjudicado, aunque se siguieron vendiendo elefantes, el principal producto de exportación de Jaffna, para comprar salitre a varios reinos indios, que se enviaba luego a Lisboa. La reducción del comercio complicó el pago de las importaciones esenciales, que se redujeron drásticamente. Fernão de Queirós, el cronista principal del período colonial portugués en Celián, afirma que las gentes de Jaffna quedaron sumidas en la mayor de las miserias.